# Пнево-Кольонія
Пнево-Кольонія (пол. Pniewo-Kolonia) — село в Польщі, у гміні Затори Пултуського повіту Мазовецького воєводства.
Населення — 129 осіб (2011).
У 1975-1998 роках село належало до Остроленцького воєводства.

## Демографія
Демографічна структура станом на 31 березня 2011 року:
|          | Загалом | Допрацездатний вік | Працездатний вік | Постпрацездатний вік |
| -------- | ------- | ------------------ | ---------------- | -------------------- |
| Чоловіки | 65      | 17                 | 38               | 10                   |
| Жінки    | 64      | 12                 | 40               | 12                   |
| Разом    | 129     | 29                 | 78               | 22                   |